# Yu Shinan
Yu Shinan ((zh)) (558–638), prénom social Boshi (伯施), est un maître calligraphe du début de la dynastie Tang. Il est aussi érudit fonctionnaire confucéen de haut rang et bien connu de l'ère de l'empereur Tang Taizong.
Il est considéré comme l'un des quatre plus grands calligraphes du début de la dynastie Tang avec Ouyang Xun, Chu Suiliang et Xue Ji (en) et l'un des plus célèbres de l'histoire de la calligraphie chinoise. En tant que politique, l'empereur Tang fait sur lui ce commentaire : « Yu Shinan, un homme de cinq mérites absolus ». Il sert également à la cour de la dynastie Sui avant la dynastie Tang. Son oncle Yu Ji (虞寄), sert auprès de la cour royale en tant que secrétaire impérial.

## Source de la traduction
- (en) Cet article est partiellement ou en totalité issu de l’article de Wikipédia en anglais intitulé « Yu Shinan » (voir la liste des auteurs).